# Буда-Варовичі
Буда-Варовичі (Варовицька Буда, Варівська Буда) — колишнє село в Україні Поліського району Київської області, що знято з обліку в зв'язку з відселенням мешканців внаслідок аварії на ЧАЕС.
Село розміщується за 25 км від колишнього районного центру Поліське (Хабне), і за 6 км від залізничної станції Вільча.
Назва (Буда) вказує на давнє заняття меканців-виробництво поташу. Село виникло ймовірно у XIX ст.
1864 року у селі мешкало 176 осіб, а 1887 року — 226 осіб, з яких третина була міщани-рудники. У селі також було чимало католиків.
1900 року у 40 дворах мешкала 321 особа. Мешканці займалися хліборобством.
За даними «Історії міст і сіл УРСР», «Буда-Варовичі — село, центр сільської Ради. Населення — 794 чоловіка. У селі — відділок радгоспу „Хабне“, центральна садиба якого — в Поліському. С восьмирічна школа, будинок культури, клуб, бібліотека.» (дані 1971 року).
У середині 1980-х років населення приблизно 650 осіб. У 1989 році населення становило 586 осіб. Село було центром сільської ради та єдиним населеним пунктом, підпорядкованим їй. Село підпорядковувалося Поліському району.
Село було виселене внаслідок сильного радіаційного забруднення у вересні 1992 року та жителі села переселені у село Стовп'яги Переяслав-Хмельницького р-ну Київської обл. Село офіційно зняте з обліку 1999 року через відсутність населення.
Після Чорнобильської катастрофи село увійшло до 30-кілометрової зони відчуження.
Частково згоріло під час пожеж 2014-2015 років. Повністю згоріло у квітні 2020-го року.
З лютого по квітень 2022 року село було окуповане російськими військами внаслідок вторгнення 2022 року.

## Відомі особистості
В поселенні народився:
- Дубович Микола Іванович (* 1948) — український письменник, поет, прозаїк.
- Бутковський Микола Юхимович— соліст  Київського національного академічного театру оперети. Народний артист України